# Berth
Berth är rockbandet The Useds andra live-CD/DVD, som släpptes den 6 februari 2007.

## Låtlista CD
1. "Take It Away" - 4:32
2. "Listening" - 4:08
3. "I Caught Fire" - 3:26
4. "The Taste of Ink" - 3:54
5. "All That I've Got" - 4:01
6. "Blue and Yellow" - 3:27
7. "I'm a Fake" - 4:51
8. "Hard to Say" - 4:16
9. "Maybe Memories/New Noise" (Refused cover) - 4:14